# Spectreman
Spectreman (スペクトルマン?, Supekutoruman) è una serie televisiva fantascientifica giapponese di genere tokusatsu, ovvero con effetti speciali, che ha per protagonista il supereroe omonimo. La serie è stata prodotta da P Productions con 63 episodi, trasmessi in Giappone fra il 1971 ed il 1972.

## Trama
La metropoli di Tokyo è alle prese con il terribile problema dell'inquinamento. Il dottor Stragor (Gori nella versione originale) è un uomo-scimmia giunto da un lontano pianeta, per distruggere ed impadronirsi della Terra con l'utilizzo degli stessi agenti inquinanti, onde creare mostri giganteschi. Stragor si avvale di due aiutanti simili a gorilla, chiamati androscimmie, uno dei quali è chiamato Karash (Lla nella versione originale).
George Kandor (Jôji Gamô nella versione nipponica), sotto mentite spoglie di giornalista che indaga sui fenomeni legati al dissesto ambientale, è un agente dall'Alleanza Spaziale del pianeta Nebula 71, un cyborg in grado di trasformarsi in Spectreman, per combattere ogni insidia distruttrice, inviata da Stragor.
Nell'episodio finale, Spectreman combatte contro lo stesso emissario, che innanzi alla sconfitta opta per il gesto estremo.

## Caratteristiche del personaggio
Spectreman è un potente cyborg color oro e ottone, con una maschera antropomorfa di forma stilizzata.
Le dimensioni di Spectreman sono pari a quelle di un essere umano e possono accrescersi in scala gigantesca a seconda delle situazioni.
La armi di Spectreman includono.
- Spectre-Flash: arma a proiettili di energia o raggio color arcobaleno, sparati dalle mani. Lo Spectre-Flash può distruggere un mostro gigante in un solo colpo.
- Shuriken: dardi da lancio shuriken che detiene nella cintura.
- Spectre-Blades: lame a scomparsa che scaturiscono dagli avambracci.
- Spectre Sword e Shield: spada e scudo richiesti occasionalmente a Nebula-71.
- Spectre-Gun: pistola laser richiesta occasionalmente a Nebula-71.

Apparentemente invincibile, Spectreman non è invulnerabile e in diverse occasioni resta ferito con fuoriuscita di sangue verde o giallo. Nell'ultimo episodio, in quanto la sua controparte umana ha subito un trauma fisico, non può attuare una trasformazione reversibile.

## Edizione italiana
L'edizione italiana si è avvalsa dei dialoghi della versione americana, curata dall'attore Mel Wells e distribuita attraverso la rete syndication TBS.  Da qui i nomi anglicizzati dei personaggi e le musiche, includendo la sigla rock in inglese nota al pubblico italiano, mantenendo tuttavia il tema strumentale giapponese nelle scene d'azione.
La serie fu trasmessa per la prima volta in Italia nel circuito privato nel 1979.

## Elenco degli episodi
| Nº | Titolo italiano/internazionale Giapponese 「Kanji」 - Rōmaji                                                   | In onda           | In onda |
| Nº | Titolo italiano/internazionale Giapponese 「Kanji」 - Rōmaji                                                   | Giapponese        |         |
| 1  | The Uncommon Enemy 「ゴリ・地球を狙う!」 - Gori. chikyū wo nerau!                                              | 2 gennaio 1971    |         |
| 2  | Hedron Lives 「公害怪獣ヘドロンを倒せ!」 - Kōgai kaijū hedoron wo taose!                                       | 9 gennaio 1971    |         |
| 3  | La minaccia di Zeron 「青ミドロの恐怖」 - Ao midoro no kyōfu                                                   | 16 gennaio 1971   |         |
| 4  | Apeman alert 「ラー地球人をさぐる」 - Ra chikyūjin wosaguru                                                    | 23 gennaio 1971   |         |
| 5  | The deadly virus - I 「恐怖の公害人間!!」 - Kyōfu no kōgai ningen!!                                            | 30 gennaio 1971   |         |
| 6  | The deadly virus - II 「美くしい地球のために!!」 - Bi kushii chikyū notameni!!                                 | 6 febbraio 1971   |         |
| 7  | Killer smog - I 「黒の恐怖」 - Kuro no kyōfu                                                                   | 13 febbraio 1971  |         |
| 8  | Killer smog - II 「決斗!!ゴキノザウルス」 - Ketsu to!! gokinozaurusu                                           | 20 febbraio 1971  |         |
| 9  | Il mostro a due teste - I 「恐怖のネズバートン」 - Kyōfu no nezubaton                                          | 27 febbraio 1971  |         |
| 10 | Il mostro a due teste - II 「怪獣列車を阻止せよ!!」 - Kaijū ressha wo soshi seyo!!                             | 6 marzo 1971      |         |
| 11 | The man turned monster - I 「巨大怪獣ダストマン出現!!」 - Kyodai kaijū dasutoman shutsugen!!                   | 13 marzo 1971     |         |
| 12 | The man turned monster - II 「よみがえる恐怖!!」 - Yomigaeru kyōfu!!                                           | 20 marzo 1971     |         |
| 13 | Le acque avvelenate - I 「ヘドロン大逆襲 (前編)」 - Hedoron dai gyakushū (zenpen)                              | 27 marzo 1971     |         |
| 14 | Le acque avvelenate - II 「ヘドロン大逆襲 (后編)」 - Hedoron dai gyakushū (kisaki hen)                         | 3 aprile 1971     |         |
| 15 | Il giorno che la terra tremò - I 「大地震東京を襲う!!」 - Daijishin tōkyō wo osō!!                             | 10 aprile 1971    |         |
| 16 | Il giorno che la terra tremò - II 「モグネチュードンの反撃!!」 - Mogunechūdon no hangeki!!                     | 17 aprile 1971    |         |
| 17 | Il mostro degli abissi - I 「空とぶ鯨サンダーゲイ」 - Sora tobu kujira sandagei                                | 24 aprile 1971    |         |
| 18 | Il mostro degli abissi - II 「怪獣島に潜入せよ!!」 - Kaijū shima ni sennyū seyo!!                              | 1º maggio 1971    |         |
| 19 | Terrore nella nuova città - I 「吸血怪獣バクラー現わる!!」 - Kyūketsu kaijū bakura arawa ru!!                  | 8 maggio 1971     |         |
| 20 | Terrore nella nuova città - II 「怪獣バクラーの巣をつぶせ!!」 - Kaijū bakura no su wotsubuse!!                 | 15 maggio 1971    |         |
| 21 | Terrore dal mare - I 「謎のズノウ星人対ギラギンド」 - Nazo no zunō seijin tsui giragindo                       | 22 maggio 1971    |         |
| 22 | Terrore dal mare - II 「二刀流怪獣ギラギンド大あばれ!」 - Nitōryū kaijū giragindo ooa bare!                    | 29 maggio 1971    |         |
| 23 | Il drago a tre teste - I 「交通事故怪獣クルマニクラス!!」 - Kōtsūjiko kaijū kurumanikurasu!!                   | 5 giugno 1971     |         |
| 24 | Il drago a tre teste - II 「危うし!!クルマニクラス」 - Abunau shi!! kurumanikurasu                             | 12 giugno 1971    |         |
| 25 | Il mistero della creatura lunare - I 「マグラー、サタンキング二大作戦!!」 - Magura, satankingu ni daisakusen!! | 19 giugno 1971    |         |
| 26 | Il mistero della creatura lunare - II 「二大怪獣東京大決戦!!」 - Ni daikaijū tōkyōdai kessen!!                 | 26 giugno 1971    |         |
| 27 | I cacciatori di mostri 「大激戦!!七大怪獣」 - Daigekisen!! shichi daikaijū                                     | 3 luglio 1971     |         |
| 28 | La scimmia dello spazio 「サラマンダー恐怖の襲撃!!」 - Saramanda kyōfu no shūgeki!!                            | 10 luglio 1971    |         |
| 29 | La sfinge millenaria 「兇悪怪獣サラマンダーを殺せ!!」 - Kyōaku kaijū saramanda wo korose!!                     | 17 luglio 1971    |         |
| 30 | La grotta dei ragni 「タッグマッチ怪獣恐怖の上陸!!」 - Taggumacchi kaijū kyōfu no jōriku!!                     | 24 luglio 1971    |         |
| 31 | Il mostro che amava la musica - I 「あの灯台を救え!!」 - Ano tōdai wo sukue!!                                  | 31 luglio 1971    |         |
| 32 | Il mostro che amava la musica - II 「よみがえる三つ首竜!!」 - Yomigaeru mittsu kubi ryū!!                      | 7 agosto 1971     |         |
| 33 | Bird-man 「SOS!!海底油田」 - SOS!! kaitei yuden                                                                | 14 agosto 1971    |         |
| 34 | Il raggio Spectrum - I 「ムーンサンダーの怒り!!」 - Mūnsanda no ikari!!                                        | 21 agosto 1971    |         |
| 35 | Il raggio Spectrum - II 「スペクトルマンが死んだ!?」 - Supekutoruman ga shin da!?                              | 28 agosto 1971    |         |
| 36 | Nevilla e la stazione spaziale 「死斗!!Gメン対怪獣ベガロン」 - Shi to!!G men tsui kaijū begaron                | 4 settembre 1971  |         |
| 37 | La scimmia de!lo spazio 「ゴリの円盤基地爆破大作戦!!」 - Gori no enban kichi bakuha daisakusen!!               | 11 settembre 1971 |         |
| 38 | La Sfinge misteriosa 「スフィンクス前進せよ!!」 - Sufinkusu zenshin seyo!!                                     | 18 settembre 1971 |         |
| 39 | Stragor e il potentissimo Planium 「怪獣地区突破作戦!!」 - Kaijū chiku toppa sakusen!!                         | 25 settembre 1971 |         |
| 40 | I bambini e il mostro 「草笛を吹く怪獣」 - Kusa fue wo fuku kaijū                                              | 2 ottobre 1971    |         |
| 41 | Il mostro Metanedon 「ガス怪獣暁に死す!!」 - Gasu kaijū akatsuki ni shisu!!                                    | 9 ottobre 1971    |         |
| 42 | L'incubo 「宇宙から来た太陽マスク」 - Uchū kara kita taiyō masuku                                              | 16 ottobre 1971   |         |
| 43 | Il terribile Maschera di Sole 「怪獣カバゴンの出現!!」 - Kaijū kabagon no shutsugen!!                          | 23 ottobre 1971   |         |
| 44 | Kindora il vampiro 「宇宙の通り魔キュドラー星人」 - Uchū no toori ma kyudora seijin                            | 30 ottobre 1971   |         |
| 45 | Spectreman contro il vampiro 「パル遊星人よ永遠なれ!!」 - Paru yūsei nin yo eien nare!!                        | 6 novembre 1971   |         |
| 46 | Il popolo venuto dalla nebbia 「死者からの招待状」 - Shisha karano shōtaijō                                    | 13 novembre 1971  |         |
| 47 | La perfidia di Stragor 「ガマ星人攻撃開始!!」 - Gama seijin kōgekikaishi!!                                     | 20 novembre 1971  |         |
| 48 | Le operazioni del Dottor Diamond 「ボビーよ怪獣になるな!!」 - Bobi yo kaijū ninaruna!!                         | 27 novembre 1971  |         |
| 49 | Stragor e il grande cervello 「悲しき天才怪獣ノーマン」 - Kanashi ki tensai kaijū nōman                        | 4 dicembre 1971   |         |
| 50 | Gli Igoriani dello spazio alieno 「イゴール星人を倒せ!!」 - Igōru seijin wo taose!!                            | 11 dicembre 1971  |         |
| 51 | L'elemento radioattivo cobalto 40 「コバルト怪獣の謎」 - Kobaruto kaijū no nazo                                | 18 dicembre 1971  |         |
| 52 | Il mostro preistorico 「怪獣マウントドラゴン輸送大作戦!!」 - Kaijū mauntodoragon yusō daisakusen!!             | 25 dicembre 1971  |         |
| 53 | Gli artigli di ferro dell’orrore 「恐怖の鉄の爪」 - Kyōfu no tetsu no tsume                                    | 1º gennaio 1972   |         |
| 54 | Pulverize il mostro del computer 「打倒せよ!!コンピューター怪獣」 - Datō seyo!! konpyūta kaijū                 | 8 gennaio 1972    |         |
| 55 | Assassinate Spectreman 「スペクトルマン暗殺指令!!」 - Supekutoruman ansatsushirei!!                            | 15 gennaio 1972   |         |
| 56 | Cometa solitaria 「宇宙の殺し屋流星仮面」 - Uchū no koroshiya ryūsei kamen                                     | 22 gennaio 1972   |         |
| 57 | La resurrezione di Golda 「魔女グレートサタンの復活」 - Majo guretosatan no fukkatsu                           | 29 gennaio 1972   |         |
| 58 | Golda il mostro fantasma 「まぼろしの怪獣ゴルダ」 - Maboroshino kaijū goruda                                   | 5 febbraio 1972   |         |
| 59 | 「恐怖のネズバートン」 - Kyōfu no nezubaton                                                                    | 12 febbraio 1972  |         |
| 60 | 「怪獣列車を阻止せよ!!」 - Kaijū ressha wo soshi seyo!!                                                        | 19 febbraio 1972  |         |
| 61 | I mostri del Luna Park 「地獄の使者ジェノス星人」 - Jigoku no shisha jienosu seijin                            | 26 febbraio 1972  |         |
| 62 | Il trapianto del dottor Stragor 「怪獣ドクロン死の踊り」 - Kaijū dokuron shino odori                           | 4 marzo 1972      |         |
| 63 | Il terrificante spettacolo dei mostri 「恐怖の怪獣ショー」 - Kyōfu no kaijū shō                                | 11 marzo 1972     |         |
| 64 | La scontro finale con Stragor 「最後の死斗だ猿人ゴリ!!」 - Saigo no shi to da enjin gori!!                     | 18 marzo 1972     |         |
| 65 | Arrivederci Spectreman 「さようならスペクトルマン」 - Sayōnara supekutoruman                                   | 25 marzo 1972     |         |